# キーリーラットニコム駅
キーリーラットニコム駅（キーリーラットニコムえき、タイ語:สถานีรถไฟคีรีรัฐนิคม）は、タイ王国南部スラートターニー県キーリーラットニコム郡にある、タイ国有鉄道 南本線キーリーラットニコム支線の駅である。

## 概要
キーリーラットニコム駅は、タイ国有鉄道 南本線キーリーラットニコム支線の終点駅であり、タイ国鉄最西端の駅である。三等駅で1日1往復のみの列車運行を行っている。上りがキーリーラットニコム駅発6:00スラートターニー駅着6:58、下りがスラートターニー駅発16:55キーリーラットニコム駅着17:55だけである。つまり乗車するためにはキーリーラットニコム駅に6:00に行くか、キーリーラットニコム駅に17:55到着後帰りの便を確保するかである。キーリーラットニコム駅周辺にはホテル等の宿泊施設は無く、またタクシー、バス等の交通機関もない。道路ではスラートターニー駅より30数kmであるが山道の為1時間程度かかる。キーリーラットニコム駅周辺の児童がスラートターニーの学校に通学の為利用している。キーリーラットニコム駅-スラートターニー駅間の距離は35.02kmであり運賃は8バーツ（約20円）である。
駅構内には有蓋車3両を改造した図書館がある。

## 歴史
キーリーラットニコム支線はもともとターヌン（パンガー湾）まで、さらにはプーケット島までの路線として工事が着工された。1956年4月13日にバーントゥンポー分岐駅から当駅までの区間が完成し開業した。この時点でそれ以降の工事は凍結され今日に至っている。
- 1956年4月13日 【開業】バーントゥンポー分岐駅 - キーリーラットニコム駅 (31.00km)

## 駅構造
単式ホーム1面1線をもつ地上駅であり、駅舎はホームに面している。

## 駅周辺
民家以外何もないのが、当駅の特徴である。